# Chấn An
Chấn An (chữ Hán giản thể: 振安区, Hán Việt: Chấn An khu) Là một quận của địa cấp thị Đan Đông, tỉnh Liêu Ninh, Cộng hòa Nhân dân Trung Hoa. Quận Chấn An có diện tích 669 km2, dân số năm 190.000 người. Mã số bưu chính của Nguyên Bảo là 118001. Chính quyền nhân dân quận đóng ở số 399, phố Trân Châu. Quận này được chia thành 6 nhai đạo biện sự xứ: Áp Lục Hồng, Hoa Viên, Kim Khoáng, Thái Bình Loan, Cửu Liên Thành, Đồng Hưng; 3 trấn: Ngũ Long Bối, Lâu Phòng, Thanh San.